# Netzwerk Alternsforschung
Das Netzwerk AlternsfoRschung / Network Aging Research (NAR) der Ruprecht-Karls-Universität Heidelberg ist ein Forschungsverbund zum Thema Alternsforschung im Rhein-Neckar-Raum. Das NAR wurde am 1. Juni 2006 gegründet und nahm seine Aktivität offiziell mit seiner Auftaktveranstaltung am 19. Juli 2007 auf. Damit tritt es die Nachfolge des Deutschen Zentrums für Alternsforschung (DZFA) an, das am 31. Dezember 2005 wegen fehlender Finanzmittel von Bund und Land geschlossen werden musste.

## Kooperationspartner
Zur Einrichtung des Netzwerks AlternsfoRschung wurde ein Kooperationsvertrag zwischen folgenden Einrichtungen geschlossen: Der Ruprecht-Karls-Universität Heidelberg mit ihren beiden medizinischen Fakultäten Mannheim und Heidelberg, dem Deutschen Krebsforschungszentrum Heidelberg DKFZ, der Universität Mannheim und dem Zentralinstitut für Seelische Gesundheit ZI, Mannheim.
Institutionelles Ziel des NAR ist es, die in den beteiligten Einrichtungen bereits bestehenden Aktivitäten auf dem Gebiet der Alternsforschung stärker untereinander sowie Disziplinen übergreifend zu vernetzen und aufgrund der hohen gesellschaftlichen Bedeutung weiter ausbauen. Das NAR ist ein dauerhaft angelegter Forschungsverbund, der sich – abgesehen von der vom jeweiligen Kooperationspartner eingebrachten Professuren nebst Ausstattung – überwiegend aus eingeworbenen Drittmitteln trägt.

## Organisation

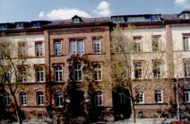
Gebäude des NAR

Das Netzwerk AlternsfoRschung wird durch das Direktorium geleitet, das sich aus den Sprechern der Forschungsbereiche zusammensetzt.
- Konrad Beyreuther (Gründungsdirektor)
- Hermann Brenner (Stellvertretender Direktor)
- Hans-Werner Wahl (Stellvertretender Direktor)

Zur Koordination der Belange der Kooperationspartner und zur Abstimmung strategischer sowie grundsätzlich finanzieller Fragen wurde ein Lenkungsausschuss gebildet, der aus folgenden Mitgliedern besteht:
- dem Prorektor für Forschung der Universität Heidelberg
- den Dekanen der beiden medizinischen Fakultäten der Universität Heidelberg
- einem Prorektor der Universität Mannheim
- dem Wissenschaftlichen Stiftungsvorstand des DKFZ
- dem Direktor des ZI Mannheim
- dem Direktor des ZMBH
- dem Direktor des NAR.

Der Wissenschaftliche Beirat evaluiert die wissenschaftliche Entwicklung des NAR alle zwei Jahre. Er besteht aus fünf Mitgliedern, ein Mitglied soll aus den Bereichen Politik, Wirtschaft oder Gesellschaft stammen. Mitglied des Beirates kann werden, wer über „herausragende wissenschaftliche Befähigung auf dem Gebiet der Alternsforschung“ oder im Wissenschaftsmanagement verfügt und nicht dem NAR oder einem der Kooperationspartner angehört.

## Forschungsschwerpunkte
Im Netzwerk AlternsfoRschung werden interdisziplinär von Geistes- und Naturwissenschaftlern und Medizinern umfassend die Aspekte des Alterns untersucht, da das Altern den Menschen in seiner Gesamtheit betrifft.
Schon der Heidelberger Mediziner und Klinikdirektor Ludolf Krehl (1861–1937) – Begründer der somatischen Medizin – forderte vor etwa hundert Jahren den kranken Menschen als ganze Persönlichkeit mit Körper, Geist und Seele zu therapieren. Seine Sicht über Krankheiten ist für uns Mahnung und Herausforderung zugleich: „Krankheiten als solche gibt es nicht, wir kennen nur kranke Menschen“.
Das NAR ist mit seinem ganzheitlichen, systemischen Ansatz und seiner Interdisziplinarität einmalig in Deutschland. Interdisziplinarität in der für die Alternsforschung notwendigen Breite und Tiefe erfordert neue Wege des Wissenstransfers, der eine Verbindung zwischen den Fächern, aber auch zwischen Theorie und Praxis sicherstellt.
Derzeit sind die Arbeiten im NAR auf vier Schwerpunkte fokussiert:
- Forschung in allen Bereichen, die im Netzwerk vertreten sind
- Dialog über die Grenzen der Disziplinen hinweg
- Nachwuchsförderung
- Öffentlichkeitsarbeit

Ziel des NAR ist es, Disziplinen-übergreifend die verschiedenen Aspekte des Alterns zu erforschen und hierbei eine führende Stellung in Deutschland und Europa zu erlangen.
Das Netzwerk Alternsforschung wird vom Ministerium für Wissenschaft, Forschung und Kunst Baden-Württemberg finanziert.

## NAR-Kolleg
Um die notwendige Verbindung von „disziplinärer Tiefe“ mit „interdisziplänerer Breite“ zu erreichen, wurde das NAR-Kolleg zu Heidelberg gegründet. Das NAR-Kolleg wird von der Klaus Tschira Stiftung finanziert.

## Graduiertenkolleg Demenz
Zwölf Promotionsstipendien verschiedener Fachdisziplinen zum Themenbereich „Demenz“. Das Postgraduierten Programm wird gefördert von der Robert Bosch Stiftung finanziert.

## Geschichte
Das Netzwerk AlternsfoRschung wurde 2006 unter Leitung von Konrad Beyreuther gegründet. Der dauerhaft angelegte Forschungsverband hat mit einer Auftaktveranstaltung im Sommer 2007 seine Arbeit offiziell aufgenommen.